# Leyland Retriever
Il Leyland Retriever era un camion con trazione 6 x 4 prodotto tra il 1939 ed il 1945 dalla Leyland Motors per il British Army.
Era dotato di un motore a benzina quattro cilindri da 6 litri con albero a camme in testa.
Il primo caravan utilizzato dal generale Montgomery in Nord Africa era stato realizzato con il telaio di questo autocarro sul quale venne montata la roulotte che era stata assegnata al Generale Annibale Bergonzoli, allora comandante del XXIII° Corpo d'Armata, che era stato preso prigioniero a Beda Fomm nel febbraio del 1941. Questo veicolo è oggi conservato presso l'Imperial War Museum di Duxford.
Nel 1940 la Leyland sviluppò il Leyland Beaver-Eel montando una carrozzeria corazzata sul telaio del camion Retriever.